# Mohammad Mustafa
Mohammad Ali Mustafa (Amman, 29 ottobre 1989) è un calciatore giordano difensore dell'Al-Shoalah e della Nazionale giordana.

## Carriera

### Nazionale
Ha esordito in Nazionale nel 2011.